# Aspidoscelis martyris
Aspidoscelis martyris (сан-педро-мартірський батогохвіст) — вид ящірок родини теїдових (Teiidae). Ендемік Мексики.

## Поширення й екологія
Сан-педро-мартірські батогохвости є ендеміками острова Сан-Педро-Мартір у Каліфорнійській затоці. Вони живуть серед стрімких скель, кам'янистих пляжів і арройо.

## Збереження
МСОП класифікує цей вид як вразливий. Aspidoscelis martyris поширені в межах свого обмеженого ареалу.